# Buda (obwód rówieński)
Buda (ukr. Буда) – wieś na Ukrainie, w obwodzie rówieńskim, w rejonie sarneńskim, w hromadzie Rokitno. W 2001 liczyła 545 mieszkańców, wśród których 542 wskazało jako ojczysty język ukraiński, 2 rosyjski, a 1 inny.
W okresie międzywojennym wieś znajdowała się w granicach II RP, wchodząc w skład gminy Kisorycze w powiecie sarneńskim, w województwie wołyńskim.